# Діскавери (вулкан)
Діска́вери (англ. Mount Discovery) — згаслий ізольований стратовулкан, висотою 2681 м, розташований на південь від півострова Браун в Землі Вікторії на північно-східному узбережжі Антарктиди, на західному узбережжі моря Росса за 36 км на північний-схід від вулкана Морнінг і на схід від льодовика Коетлайтз. За 70 км на північний-схід, на одному із мисів острова Росса розташовані полярні антарктичні станції Скотт-Бейс (Нова Зеландія) та Мак-Мердо (США).

## Загальні відомості

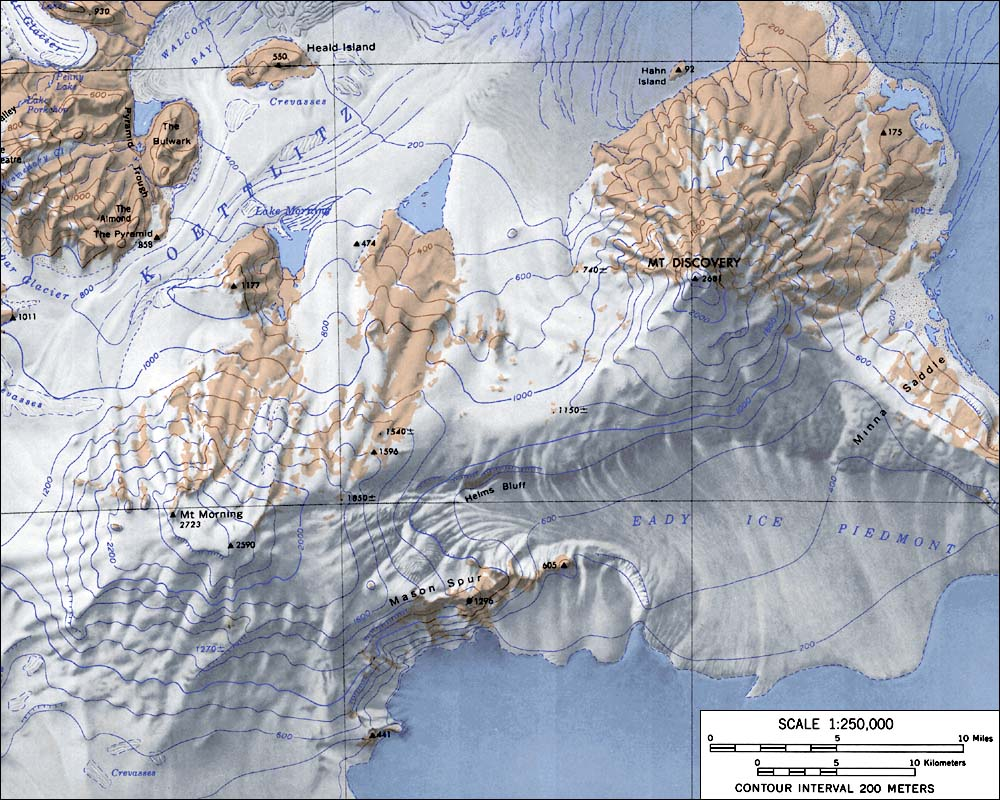
Топографічна мапа вулканів Діскавери і Морнінг (масштаб 1:250,000)

Вулкан був відкритий Британською національною антарктичною експедицією (1901–1904) Роберта Скотта і названий на честь експедиційного судна — «Діскавери».
Північно-східні схили вулкана круті і не вкриті льодом і снігом, в той час як південні — пологі й рівні до самої куполоподібної вершини, вкриті льодом і снігом, що забезпечує оптимальний маршрут для сходження і спуск на лижах.
Останні прояви вулканізму відбувалися приблизно 1,8 мільйона років тому, водночас загальний вік вулкана становить понад 5 мільйонів років (рубіж міоцену і пліоцену). Вершина вкрита потоками лави і вулканічних потоків сміття та осаду, які утворилися з вулканічного матеріалу під дією льодовиків.
Першою відвідала гору група дослідників із Нової Зеландії в 1958 році, перше сходження на вершину відбулося у 1959 році.